# Fernando Fernández Reyes
Fernando Fernández Reyes (Monterrey, Nuevo León, 9 de noviembre de 1916-Ciudad de México, 24 de noviembre de 1999) fue un actor y cantante mexicano, figura de la XEW-AM.
Conocido como «El crooner de México», Fernández fue hijo del teniente coronel Fernando Fernández y Eloisa Reyes de Puebla. Era hermanastro del célebre director de cine Emilio Fernández, medio hermano por parte de su madre, del actor Jaime Fernández, tío de Rolando Fernández, esposo de Rosa Gloria Chagoyán, ambos famosos actores de cine.
Se le considera como el primer “crooner” que tuvo éxito radiofónico y discográfico. La palabra “crooner” proviene de Estados Unidos donde se utilizaba durante los años 30 y 40 para denominar a los cantantes de “voz menor” pero agradable, que interpretaban melodías dulces con voz aterciopelada y susurrante.
En el segundo lustro de los años 30, Fernández dibujó una frontera con la época precedente dominada por cantantes llegados a la música popular provenientes del bel canto como Juan Arvizu, “El tenor de la voz de seda”; Alfonso Ortiz Tirado, “El embajador lírico de la canción mexicana”, o Nestor Mesta Chayres.

## Biografía
Debutó en 1933 en la emisora XEH de Nuevo León. Ese año viajó al Ciudad de México y trabajó en la XEN, así como también en la XEB. Más tarde viaja a Monterrey, donde se emplea como productor en la XET. 
En 1936, conoció a Emilio Tuero, quien le ayudó a ingresar a la XEW, donde tuvo su primera aparición ese mismo año. 
En 1939 fue protagonista de la primera boda transmitida a través de medios electrónicos en México. Contrajo matrimonio con la nayarita Lupita Palomera, la cantante más bonita de aquellos años, causando tal expectativa que la boda fue difundida por radio.
En Cuba, realizó presentaciones durante los años 30 y 40 en las estaciones CMQ y RHC. Además, fue uno de los primeros cantantes mexicanos en recorrer el circuito completo del espectáculo en su época, pues tuvo éxito en radio, discos, cabarets y cine. Su incursión en la televisión llegó cuando concluía su éxito como figura juvenil y comenzaba el camino para convertirse en personaje nostálgico.
Las canciones que se recuerdan como sus grandes éxitos son aquellas de películas, con temas de cabaret y arrabal, que filmó al lado de Marga López y Meche Barba. Para la posteridad quedaron sus interpretaciones “Un corazón”, “Arrabalera”, “Callejera”, “Hipócrita” y sobre todo, “Traicionera”. El éxito de Fernando en la radio y en la industria discográfica fue notable, en México y en otros países latinoamericanos.
Cantó en el Canal Trece, en la serie "Sábados con Saldaña", durante la década de los años 70 e hizo sus últimas apariciones públicas en el Teatro Blanquita durante los años 80.
Falleció a los 83 años de edad, el 24 de noviembre de 1999, debido a un ataque cardiaco.

## Filmografía
- La vuelta del charro negro (1941),
- La feria de las flores (1943),
- Flor silvestre (1943)
- Las abandonadas (1945),
- Enamorada (1946),
- Río Escondido (1947).
- Ahí vienen los Mendoza (1948),
- Callejera (1949)
- Dos almas en el mundo (1949),
- Venus de fuego (1949)
- Amor de la calle (1950),
- Si fuera una cualquiera (1950),
- La muerte enamorada (1950),
- La piel desnuda (1950)
- Traicionera (1950)
- Amor vendido (1951)
- Mi campeón (1952)
- Dancing, Salón de baile (1952)
- Pasionaria (1952) película 《Encru

cijada》
- Cuando los hijos pecan (1952)
- Viajera (1952)
- Ambiciosa (1953)
- Estrella sin luz (1953)
- Doña Mariquita de mi corazón (1953),
- El casto Susano (1954).
- Los margaritos (1956).
- La última lucha (1958)
- El tesoro del indito (1960)
- El ataúd infernal (1962),
- La sombra blanca (1963),
- El señor... Tormenta (1963)
- Los hermanos Centella (1967).
- Allá en el rancho de las flores (1983)
- El sinaloense (1985),

Dirigió El fistol del diablo (1961) y Trampa fatal (1961).